# Giuliano Giardini
Giuliano Giardini (Como, 1º gennaio 1960) è un ex sciatore alpino italiano.

## Biografia
Discesista puro, ottenne il primo piazzamento in Coppa del Mondo il 10 dicembre 1978 a Schladming classificandosi 6º e tale risultato sarebbe rimasto il migliore di Giardini nel massimo circuito internazionale. Ai XIII Giochi olimpici invernali di Lake Placid 1980, sua unica presenza olimpica, si piazzò al 15º posto; in Coppa del Mondo bissò il suo miglior risultato il 17 gennaio 1981 a Kitzbühel (6º), ottenne l'ultimo piazzamento il 6 marzo dello stesso anno ad Aspen (14º) e gareggiò almeno fino al 1983.

## Palmarès

### Coppa del Mondo
- Miglior piazzamento in classifica generale: 65º nel 1981

### Campionati italiani
- 1 medaglia[2]:
  - 1 bronzo (discesa libera nel 1981)